# Pyttysaari (ö i Norra Savolax, Norra Savolax)
Pyttysaari är en ö i Finland. Den ligger i sjön Pielavesi och i kommunen Pielavesi i den ekonomiska regionen  Övre Savolax ekonomiska region  och landskapet Norra Savolax, i den centrala delen av landet, 400 km norr om huvudstaden Helsingfors. Öns area är 18,4 hektar och dess största längd är 0,7 kilometer i sydöst-nordvästlig riktning.